# Groupe islamique combattant en Libye
Le Groupe islamique combattant en Libye (GICL, Al-Jama’a al-Islamiyyah al-Muqatilah bi-Libya), aujourd'hui disparu, était une organisation islamiste armée qui luttait contre le régime de la Jamahiriya arabe libyenne, dirigé par le colonel Mouammar Kadhafi, et s'était distinguée en menant des attaques meurtrières à Benghazi et à Derna avant d'être mise hors d'état de nuire par les autorités libyennes. 
Ses dirigeants ont été formés par la CIA en Afghanistan, jouant le rôle d'« agent de renseignement » pour le compte de la CIA et du MI6, le service de renseignement britannique.[réf. nécessaire] Le GICL a été directement appuyé par l’OTAN durant la Guerre civile libyenne[réf. nécessaire]. Avant cette guerre, elle a bénéficié de l'appui de conseillers militaires britanniques et du Qatar.
Le Groupe islamique combattant en Libye est soutenu par le MI6, l'agence de renseignement extérieure britannique, dans une tentative d'assassinat de Kadhafi en 1996. Après l'échec du complot, des dizaines de membres de l'organisation ont été autorisés à s'installer en Grande-Bretagne.  Le gouvernement britannique reconnait en 2018 dans le cadre d'une enquête parlementaire avoir repris contact avec l'organisation pendant la guerre civile libyenne de 2011.
L'organisation est placée sur la liste officielle des organisations terroristes des États-Unis et du Royaume-Uni. Elle est considérée par l'ONU comme proche d'Al-Qaïda et à ce titre sanctionnée par le Conseil de sécurité des Nations unies.
Il était dirigé depuis l'Asie centrale par Abou Laith al-Libi — « le Libyen », en arabe — qui était un des plus anciens et des plus fidèles lieutenants d'Oussama ben Laden, le chef d'Al-Qaïda et faisait partie du cercle des fidèles parmi les plus proches. Selon la CIA, son vrai nom était Ammar Ashur al-Rufayi, il était né vers la fin des années 1960 et était originaire de Libye. Il aurait été tué début février 2008 par un missile tiré par un drone américain contre une maison d'un village des zones tribales du Waziristan qui abritait une douzaine de combattants islamiques. Il figurait en cinquième position sur la liste des dirigeants d'Al-Qaïda recherchés par la CIA, sa tête était mise à prix pour 5 millions de dollars.
Dans les années 2000, plusieurs dizaines de djihadistes libyens sont encore emprisonnés dans les geôles du régime tandis que d'autres ont rejoint massivement Al-Qaïda, formant le plus important bataillon de volontaires maghrébins en Irak ; parmi eux certains collaborent depuis septembre 2006 à la genèse d'Al-Qaïda au pays du Maghreb islamique, la branche islamique qui fédère les activités djihadistes en Afrique du Nord et au Sahel.
Dans les années 2000, le gouvernement de la Jamahiriya entame un dialogue avec l'organisation par l'entremise de la Fondation internationale Kadhafi pour la charité et le développement dirigée par Saïf al-Islam Kadhafi, dans le cadre du processus de réformes lancé par ce dernier. Le 8 avril 2008, 90 membres du GICL sont libérés. 
Abdelhakim Belhaj, chef militaire du Conseil national de transition, serait, selon le journal Libération, un ancien membre fondateur du Groupe islamique combattant en Libye.